# Фетальна аортальна балонна вальвулопластика

Фетальна аортальна балонна вальвулопластика. Спрощена схема виконання процедури.

Фетальна аортальна балонна вальвулопластика, (англ. Fetal Ballon Aortic Valvuloplasty) — перспективний метод лікування, та попередження розвитку Синдрому гіпоплазії лівих відділів серця у плода в утробі матері.